# Communauté de communes Castillon-Pujols
La communauté de communes Castillon-Pujols est un établissement public de coopération intercommunale (EPCI) français, situé dans les départements de la Gironde et de la Dordogne en région Nouvelle-Aquitaine, à la lisière est du vignoble de l'Entre-deux-Mers, tout près de l'appellation saint-émilion.

## Historique
La communauté de communes a été créée le 17 décembre 2002 par arrêté préfectoral sur la base de 21 communes participantes.
Par arrêté du 21 décembre 2010 de la préfecture de région, deux nouvelles communes, Saint-Michel-de-Montaigne (du département voisin de la Dordogne) et Les Salles-de-Castillon, la rejoignent au 1er janvier 2011, portant à 23 le nombre de communes.
En application du schéma départemental de coopération intercommunale, huit nouvelles communes, issues de la communauté de communes du Brannais, les rejoignent le 1er janvier 2017 : Branne, Cabara, Grézillac, Guillac, Jugazan, Lugaignac, Naujan-et-Postiac et Saint-Aubin-de-Branne.

## Territoire communautaire

### Géographie
Située au centre-est  du département de la Gironde, la communauté de communes Castillon Pujols regroupe 31 communes et présente une superficie de 228 km2.

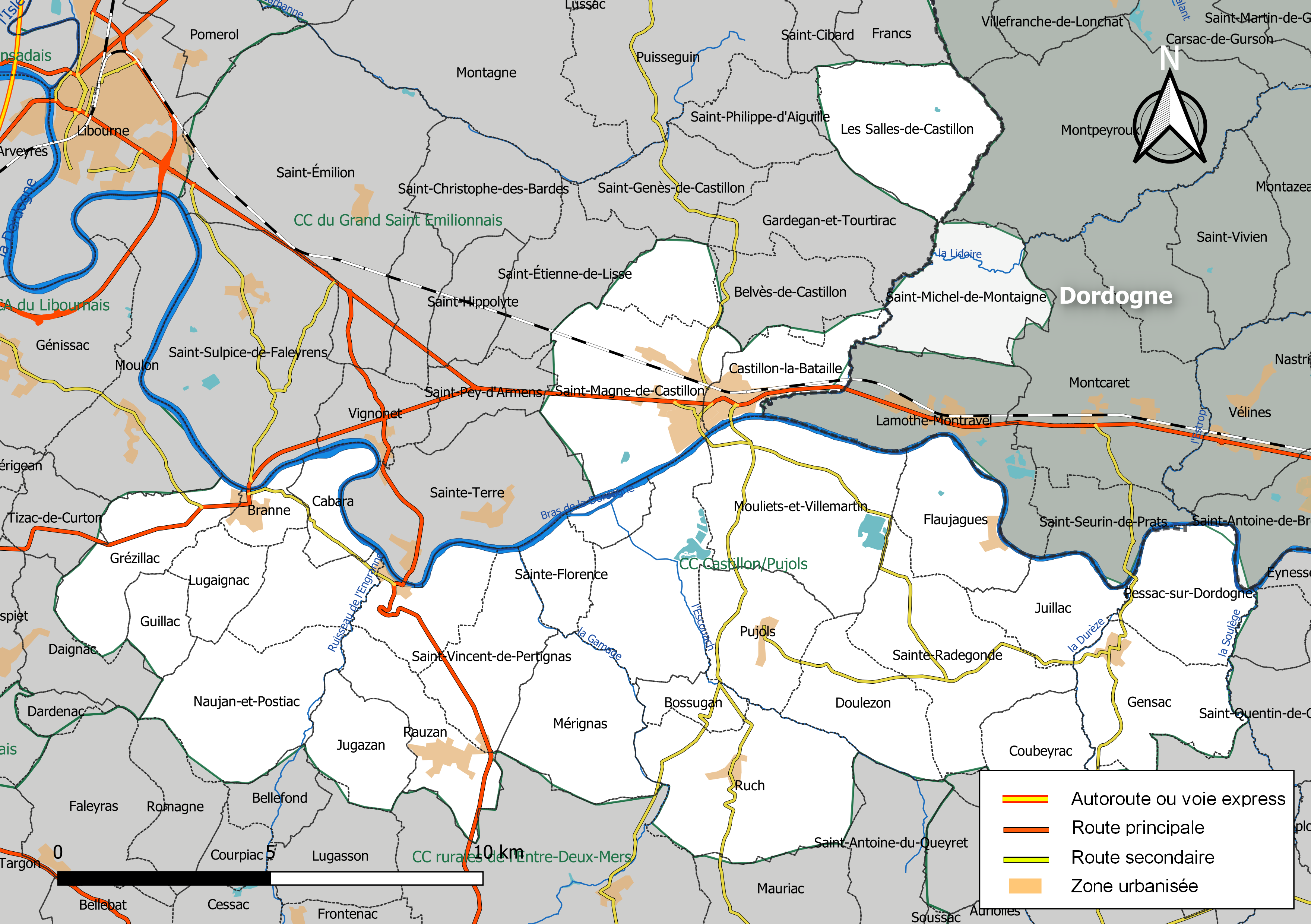
Carte de la communauté de communes Castillon Pujols au 1er janvier 2019.

### Composition
La communauté de communes est composée des 31 communes suivantes :

| Nom                           | Code Insee | Gentilé            | Superficie (km2) | Population (dernière pop. légale) | Densité (hab./km2) |
| ----------------------------- | ---------- | ------------------ | ---------------- | --------------------------------- | ------------------ |
| Castillon-la-Bataille (siège) | 33108      | Castillonnais      | 5,68             | 3 320 (2022)                      | 585                |
| Bossugan                      | 33064      | Bossuganais        | 2,42             | 45 (2022)                         | 19                 |
| Branne                        | 33071      | Brannais           | 2,41             | 1 302 (2022)                      | 540                |
| Cabara                        | 33078      | Cabas              | 3,42             | 512 (2022)                        | 150                |
| Civrac-sur-Dordogne           | 33127      | Civracais          | 1,94             | 211 (2022)                        | 109                |
| Coubeyrac                     | 33133      | Coubeyracais       | 5,61             | 70 (2022)                         | 12                 |
| Doulezon                      | 33153      | Doulezonnais       | 7,36             | 278 (2022)                        | 38                 |
| Flaujagues                    | 33168      | Flaujaguais        | 7,8              | 598 (2022)                        | 77                 |
| Gensac                        | 33186      | Gensacois          | 9,38             | 679 (2022)                        | 72                 |
| Grézillac                     | 33194      | Grézillacais       | 7,79             | 688 (2022)                        | 88                 |
| Guillac                       | 33196      | Guillacois         | 3,06             | 173 (2022)                        | 57                 |
| Jugazan                       | 33209      | Jugazannais        | 5,53             | 273 (2022)                        | 49                 |
| Juillac                       | 33210      | Juillacais         | 5,86             | 218 (2022)                        | 37                 |
| Lugaignac                     | 33257      | Lugaignacais       | 3,66             | 433 (2022)                        | 118                |
| Mérignas                      | 33282      | Mérignassais       | 9,56             | 299 (2022)                        | 31                 |
| Mouliets-et-Villemartin       | 33296      | Moulietsois        | 15,91            | 1 022 (2022)                      | 64                 |
| Naujan-et-Postiac             | 33301      | Naujanais          | 11,1             | 612 (2022)                        | 55                 |
| Pessac-sur-Dordogne           | 33319      | Pessacais          | 7,78             | 446 (2022)                        | 57                 |
| Pujols                        | 33344      | Pujolais           | 7,4              | 522 (2022)                        | 71                 |
| Rauzan                        | 33350      | Rauzannais         | 6,5              | 1 253 (2022)                      | 193                |
| Ruch                          | 33361      | Ruchelais          | 14,49            | 544 (2022)                        | 38                 |
| Saint-Aubin-de-Branne         | 33375      | Saint-Aubinois     | 5,52             | 380 (2022)                        | 69                 |
| Saint-Jean-de-Blaignac        | 33421      | Saint-Jeannais     | 5,58             | 450 (2022)                        | 81                 |
| Saint-Magne-de-Castillon      | 33437      | Saint-Magnais      | 13,87            | 2 149 (2022)                      | 155                |
| Saint-Michel-de-Montaigne     | 24466      | Montaignois        | 9,1              | 323 (2022)                        | 35                 |
| Saint-Pey-de-Castets          | 33460      | Saint-Peyais       | 11,07            | 595 (2022)                        | 54                 |
| Saint-Vincent-de-Pertignas    | 33488      | Saint-Vincennais   | 7,61             | 334 (2022)                        | 44                 |
| Sainte-Colombe                | 33390      | Colombins          | 4,06             | 424 (2022)                        | 104                |
| Sainte-Florence               | 33401      | Florentins         | 3,21             | 146 (2022)                        | 45                 |
| Sainte-Radegonde              | 33468      | Sainte-Radegondais | 12,48            | 427 (2022)                        | 34                 |
| Les Salles-de-Castillon       | 33499      | Saliens            | 10,81            | 321 (2022)                        | 30                 |

### Démographie
| 1968   | 1975   | 1982   | 1990   | 1999   | 2006   | 2011   | 2016   | 2022   |
| ------ | ------ | ------ | ------ | ------ | ------ | ------ | ------ | ------ |
| 16 385 | 15 538 | 16 006 | 16 589 | 17 196 | 17 908 | 18 767 | 19 157 | 19 047 |

## Politique et administration
L'administration de l'intercommunalité repose, à compter du renouvellement général des conseils municipaux de mars 2014, sur 43 délégués titulaires, à raison d'un délégué par commune membre, sauf Castillon-la-Bataille qui en dispose de huit, Saint-Magne-de-Castillon de cinq, Rauzan et Mouliets-et-Villemartin de trois chacune et Gensac, Saint-Pey-de-Castets, Pujols, Ruch et Flaujagues de deux chacune.
| Période                                  | Période       | Identité         | Étiquette | Qualité |
| ---------------------------------------- | ------------- | ---------------- | --------- | --- |
| Les données manquantes sont à compléter. |               |                  |           | |
| 17 avril 2014                            | novembre 2022 | Gérard César     | UMP-LR    | Maire de Rauzan (1974-2022) sénateur (1990-2017) député (1976-1981 et 1986-1988) conseiller général (1973-2011) |
| novembre 2022                            | En cours      | Jacques Breillat | UMP-LR    | Maire de Castillon-la-Bataille (2014- ) Cadre supérieur Conseiller départemental (2015- )                       |